# Ненсі Котт
Ненсі Фалік Котт (нар. 8 листопада 1945) — американська історикиня та професорка, яка викладала в університетах Йель і Гарвард, спеціалізується на гендерних питаннях в Сполучених Штатах у XIX і XX століттях. Вона виступала зі свідченнями щодо одностатевих шлюбів в кількох штатах США.

## Дитинство
Ненсі Ф. Котт народилася у Філадельфії, Пенсильванія, 8 листопада 1945 року. Її батько був виробником текстилю, а сім'я має походження з австро-угорських єврейських коренів. Вона навчалася в загальних школах у місті Челтенгем Тауншип, Пенсильванія. Вона вивчала у Корнельському університеті, отримавши ступінь бакалавра в 1967 році, а потім продовжила навчання в Університеті Брандейс, де отримала ступінь магістра американської цивілізації в 1969 році. У 1969 році вона одружилася з Леландом Д. Коттом. У них є двоє дітей, народжених у 1974 і 1979 роках. Вона отримала ступінь доктора американської цивілізації від Брандейса в 1974 році.

## Кар'єра
Котт почала працювати лектором в Бостонській публічній бібліотеці, а потім у 1975 році була призначена викладати історію та американістики у Йельському університеті. Котт була асистентом професора в період з 1975 по 1979 рік, доцентом з 1979 по 1986 рік і професором з 1986 по 1990 рік. Вона отримала стипендії досліджень від Фонду Рокфеллера, Фонду Гуггенгайма і Національного фонду гуманітарних наук. Котт була одним з засновників програми Жіноча освіта у Йельському університеті. Вона очолювала Програму американістики у Йельському університеті в середині 1990-х років, а потім керувала Департаментом гуманітарних наук. У 1990 році її призначили професором історії і американітсики Стенлі Вудворд у Йельському університеті.
У 2001 році Котт була призначена Стерлінговським професором історії і американістики в Йельському університеті. На запрошення Дрю Гільпін Фауст з Редкліффського інституту вивчення питань наук Котт прийняла посаду директорки Фонду Карла і Лілі Пфорцгеймерів в Бібліотеці Шлезінгера в 2001 році. Вона мала довготривалі зв'язки з бібліотекою, використовуючи її для дослідження своєї першої книги, «Корінь гіркоти: документи соціальної історії американських жінок» (1972). Котт була обрана членом Американської академії мистецтв і наук у 2008 році. Вона покинула Бібліотеку Шлезінгера в червні 2014 року. З 2014 року Котт є професоркою історії США Джонатана Трамбула в Гарвардському університеті. Вона викладає курси для студентів з історії сексуальності та гендеру та аспірантські курси з історії США у XX столітті. У 2014 році вона також була обрана президентом виборів Організації американських істориків.

## Амикус-кюрі із питань одностатевих шлюбів
Котт допомагала писати амікус-кюрі щодо одностатевих шлюбів в кількох штатах з 1999 року. Серед них були виклики Федеральному закону про захист шлюбу. Котт виступала як експертний свідок у справі Перрі проти Шварценеггера в Каліфорнії. Котт вказала на те, що християнська традиція одностатевого шлюбу належить тільки до часів Христа, і не була сильно утверджена католицьким церковним правом до 1400 або 1500 років. Протестанти, включаючи засновників США, історично розглядали шлюб як цивільну справу, в основному зв'язану із підтримкою дітей. Погляди на шлюб продовжують змінюватися, з високими рівнями розлучення, різними поглядами на роль шлюбу та легалізацією міжрасового шлюбу.
Котт говорить, що вона підтримує одностатеві шлюби «в результаті мого історичного дослідження і вивчення». За її думкою, «якщо гендерна симетрія і рівність та власне визначення пар, що відповідають співробітництву, є характерними рисами шлюбу, то одностатеві пари здаються здатними виконувати ці ролі». Коли вона давала свідчення в січні 2010 року в справі проти пропозиції 8 в Каліфорнії (2008 р.), яка забороняла одностатевий шлюб, її попросили прокоментувати твердження захисту, що «центральною метою установи шлюбу є сприяння процесу репродукції і спрямування природних процесів власне продуктивної сексуальної активності між чоловіками та жінками в стійкі та виправдані союзи». Вона відповіла, що це «більше нагадує мені історію про сім сліпих чоловіків і слона, тому що кожен з них відчуває тварину з якоїсь сторони; і той, що відчуває хобот, каже: о, ця тварина точно схожа на змію».
Ненсі Котт писала про цілі феміністичного руху:
ініціювати заходи благодійної доброзичливості, поміркованості та соціального добробуту та ініціювати боротьбу за громадянські права, соціальні свободи, вищу освіту, оплачувані професії та виборчі бюлетені— Котт 1987, с. 3
 Постановка цих цілей була результатом зростання усвідомлення жінками ненадійності їхнього становища в патріархальному суспільстві 1800-х років. Рух, що розвивався, пропагував низку нових жіночих образів: Справжня Жінка, Реальна Жінка, Публічна Жінка та Нова Жінка (Cruea 2005, с. 2).